# Audhumbla

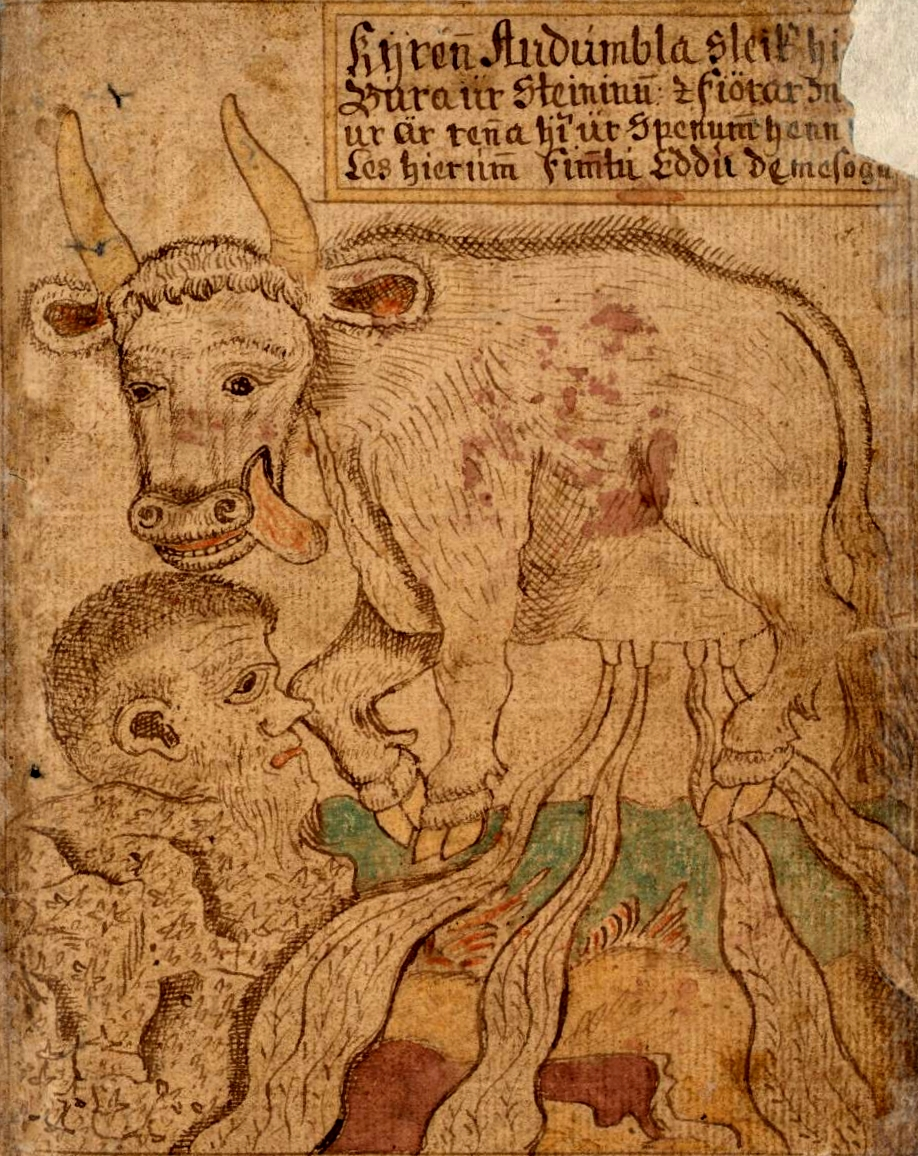
Kon Audumbla slickar här Bure ur stenen och fyra åar av mjölk flyter från hennes spenar. Illustration från ett isländskt 1700-talsmanuskript (SÁM 66).

Audhumbla, även Audumla och Ödhumla, är i nordisk mytologi namnet på en mytisk urko. Från hennes spenar drack jätten Ymer mjölk i tidernas gryning. När hon slickade på rimfrostpudrade stenar med salt i, framträdde en man, som kallades Bure ("fader, avlare") och som blev gudarnas stamfar. Han fick sonen Bor, som gifte sig med jättinnan Bestla. De fick barnen Oden, Vile och Ve, som i sin tur blev Ymers banemän.
Bilden av en ko som urmoder återfinns i många religioner. De egyptiska gudinnorna Isis och Hathor avbildas som kor eller med kohuvud. Den grekiska Hera kallas "den koögda" och den i Persisk mytologi är Gavaevodata en ko och en av de första varelserna som Ahura Mazda skapade. De fyra strömmar som rinner från Audhumblas spenar kan troligen hänföras till Snorres religiösa världsbild, där fyra paradisfloder rann upp i Eden.

## Galleri

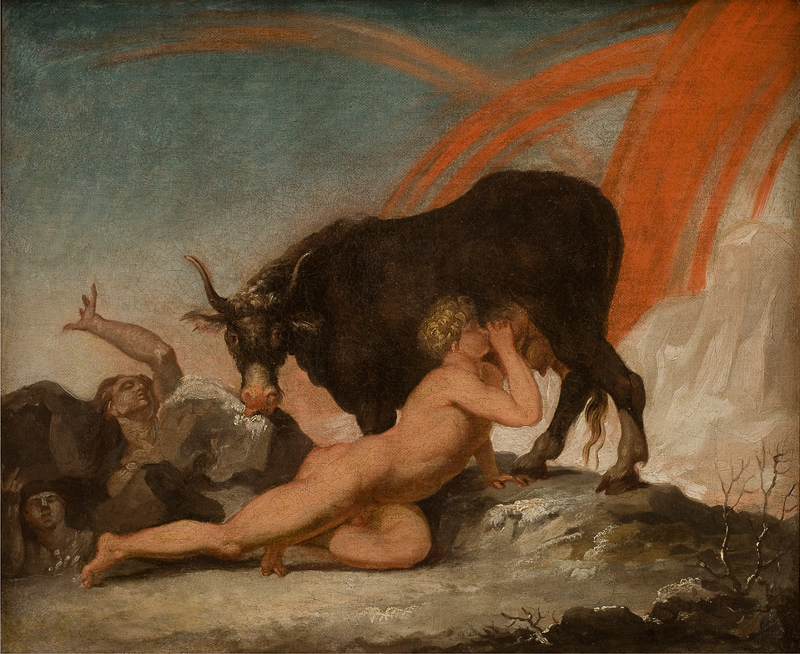
Ymer diar Audumbla av Nicolai Abildgaard 1777.